# Ļ
Ļ är en bokstav som består av ett l med en hake under, som uttalas "Lj". Den finns i lettiskan, och är den nittonde bokstaven i det lettiska alfabetet.